# Sejm Kraju Kłajpedzkiego
Sejm Kraju Kłajpedzkiego (lit. Klaipėdos krašto seimelis, niem. Memelländischer Landtag) – organ ustawodawczy kraju kłajpedzkiego utworzony na mocy konwencji kłajpedzkiej z 1924 roku, istniejący do aneksji okręgu przez III Rzeszę w marcu 1939 roku.

## Historia
Sejm został powołany na mocy konwencji z 1924 roku zawartej między Litwą a mocarstwami zachodnimi.
Do jego kompetencji należały następujące dziedziny:
- rolnictwo i leśnictwo
- sprawy cywilne i karne
- przemysł i handel

W skład Sejmu wchodziło 29 posłów. Ogółem wybory do landtagu przeprowadzano sześciokrotnie: w latach 1925, 1927, 1930, 1932, 1935 i 1938. Kadencja Sejmu wynosiła 3 lata, przed jej upływem mógł go rozwiązać powoływany przez prezydenta gubernator kraju kłajpedzkiego.

## Przewodniczący Sejmu
- Joseph Kraus (1925–1927)
- Konrad von Dressler (1927–1935),
- August Baldžius (1935–1938)

## Partie polityczne
W Sejmie były obecne dwie główne partie niemieckie: rolnicza (Landwirtschaftspartei, lit. Žemės ūkio partija) oraz narodowa (Volkspartei, lit. Tautos partija), które reprezentowały interesy dwóch głównych warstw mieszkańców Kraju Kłajpedzkiego: chłopów i mieszczan/robotników.